# Солтисовізна
Солтисовізна (пол. Sołtysowizna, нім. Schulzen-Vorwerk) — село в Польщі, у гміні Гурово-Ілавецьке Бартошицького повіту Вармінсько-Мазурського воєводства.
Населення — 156 осіб (2011).

## Демографія
Демографічна структура станом на 31 березня 2011 року:
|          | Загалом | Допрацездатний вік | Працездатний вік | Постпрацездатний вік |
| -------- | ------- | ------------------ | ---------------- | -------------------- |
| Чоловіки | 81      | 23                 | 51               | 7                    |
| Жінки    | 75      | 19                 | 42               | 14                   |
| Разом    | 156     | 42                 | 93               | 21                   |